# Macclesfield Psalter
Het Macclesfield Psalter is een psalter gemaakt in het tweede kwart van de 14e eeuw in East Anglia. Het is een belangrijk voorbeeld van de verluchting en schilderkunst in de 14e eeuw uit East Anglia. Het handschrift werd herontdekt in 2003 nadat het meer dan twee eeuwen totaal onbekend in de bibliotheek van de graven van Macclesfield had gelegen.

## Beschrijving
Het Macclesfield Psalter is een handschrift geschreven op perkament omstreeks 1330. Het bevat 252 folia van 170 x 108 mm. Het perkament of vellum dat voor het psalter werd gebruikt, was waarschijnlijk van kalfshuid gemaakt en werd zeer goed voorbereid. Het is van een dergelijke kwaliteit dat vleeszijde en haarzijde nauwelijks te onderscheiden zijn.
De tekst is geschreven in één kolom van 16 lijnen. Het tekstblok meet 105 bij 62 mm. De tekst van de kalender bevat 4 kolommen en (maximaal) 33 lijnen en meet 110 x 62 mm. Het handschrift is geschreven in het Latijn, ook de kalender en de rubrieken zijn in het Latijn. De tekst is geschreven in een zogenaamde textualis quadrata, een variant van het Gotisch schrift door één enkele scribent.
Het handschrift is samengesteld uit 32 katernen, allemaal quaternions behalve het eerste, een quinion. Er zijn enkele folia verloren gegaan: 2 in de eerste katern en telkens één in de katernen 12, 15, 18 en 32. Deze folia waren verwijderd voor de huidige foliumnummering werd aangebracht. De katernen zijn zo samengesteld dat tegenover elkaar liggende bladzijden steeds van hetzelfde type (vlees- of haarzijde) zijn en de buitenkanten van een katern tonen steeds de vleeszijde. Er zijn geen custoden op de laatste bladzijde van de katernen terug te vinden op één uitzondering na, namelijk fol. 221 verso; de overige zijn weggesneden bij het inbinden. Ook een deel van de margeversiering werd weggesneden bij vroegere herinbindingen.

## Inhoud
- ff. 2r-7v: Kalender
- ff. 8r-8v: Gebed: Suscipere dignare (inleidend gebed op de psalmen waarbij God gesmeekt wordt om het psalmengebed welwillend te aanhoren).
- ff. 9r-207v: Psalter
- ff. 207v-227r: cantica.
- ff. 227v-235r: Litanie van alle Heiligen met collecta.
- ff. 235v-246r: Officie van de doden.
- ff. 246v-252r: Diverse gebeden.

### Kalender
De kalender is een eeuwigdurende kalender die voor elke maand de lijst geeft van de vaste feestdagen die op een bepaalde datum worden gevierd zoals kerstmis bijvoorbeeld en van de heiligen die op de dagen van elke maand worden herdacht.
Naast de feest- en heiligendagen bevat de kalender de computistische gegevens voor de bepaling van de weekdag in functie van het jaar, de numerus aureus in de eerste kolom en de zondagsletter in de tweede kolom. In de derde kolom vinden we het dagnummer uitgedrukt op de Romeinse wijze met kalendae, nonae en iden. De kalender komt overeen met het gebruik voor Sarum.
De feestdagen en herdenkingsdagen in de liturgie van de Rooms-Katholieke Kerk werden onderverdeeld in klassen van belangrijkheid zoals memoria, iii lectiones, simplex, semiduplex, duplex en totum (of maius) duplex. Deze rangorde bepaalde onder meer hoeveel lezingen, specifiek voor het feest, in het getijdengebed moesten worden ingepast. In de kloosters kon dit gaan tot 12 lessen of lezingen, bij de seculiere geestelijkheid ging dit tot negen lessen. In de kalender van het Macclesfield Psalter wordt het aantal lezingen van de feest- of herdenkingsdag opgegeven als "iij.lc" of "ix.lc." op het einde van de lijn. In veel kalenders worden belangrijke feesten in het rood of in goudinkt geschreven, hier is dit niet het geval. De kalender is geschreven in blauwe en rode inkt, maar de rode inkt wordt niet systematisch gebruikt om belangrijke feestdagen aan te duiden, rood en blauw worden eerder afgewisseld voor het mooie visuele aspect.
De eerste lijn van de kalender bevat voor elke maand een kort vers geschreven in het rood of het blauw, uit een gedicht van Beda Venerabilis uit het begin van de 8e eeuw. Deze versjes laten toe de “slechte” dagen of dies aegyptiaci van de maand af te leiden. De eerst genoemde dag telt men vanaf het begin van de maand, de tweede vanaf het einde van de maand.

### Psalter
Het psalter bevat de 150 psalmen die toegeschreven werden aan Koning David en werd door de christenen overgenomen uit het Oude Testament. Het psalter was de hoeksteen van het getijdengebed in de kloosters maar eveneens het boek dat door geletterde leken werd gebruikt bij de privé devotie voor het getijdenboek in zwang kwam.
Het Macclesfield psalter is een Gallicaans psalter, het bevat dus de 150 psalmen in de versie zoals we ze kennen van de Vulgaat.
De psalmen werden zowel in de kloosters als door de seculiere geestelijkheid wekelijks gereciteerd. Benedictus verdeelde de psalmen in groepen die dagelijks moesten gebeden worden, de zogenaamde monastieke indeling. De seculiere geestelijkheid hanteerde een andere indeling de zogenaamde achtvoudige verdeling, naar de zeven beginpsalmen voor de metten van zondag tot zaterdag (1, 26, 38, 52, 68, 80 en 97) en de beginpsalm bij de vespers op zondag (psalm 109). In Duitsland, Vlaanderen en Engeland was ook een drievoudige verdeling (1-50, 51-100 en 101-150) gebruikelijk. De combinatie van beide systemen leidde tot een 10-voudige verdeling (1, 26, 38, 51, 52, 68, 80, 97, 101, 109) die gebruikt werd in het Macclesfield psalter. Deze onderverdeling is van belang omdat de beginpsalmen van elke reeks op een bijzondere manier worden aangeduid, hetzij met een miniatuur, hetzij met grote initialen.
In het Macclesfield psalter worden alle psalmen standaard gemerkt met een versierde initiaal van 2 lijnen hoog. De letter “I” is een bijzonder geval, ze wordt versierd met een figuur of een decoratie van 4 lijnen hoog tot de volledige marge, maar de letter “I” zelf bevindt zich dan niet in het tekstblok. Ook de letters met een lange stok of staart (bv. “P” en “L”) hebben een grotere hoogte, maar in die gevallen is het lichaam van de letter 2 lijnen hoog.
De psalmen 1, 26, 38, 52, 97 en 109 van de achtvoudige verdeling worden aangekondigd met een halfblad miniatuur, de psalmen 51 en 119 met een gehistorieerde miniatuur van 6 lijnen hoog en een goede halve kolom breed (kb in de lijst). De folia met de begininitiaal van de psalmen 68, 80 en 101 zijn uit het handschrift verdwenen. Psalm 119, de eerste van de graduaalpsalmen, wordt ook aangekondigd met een initiaal van 6 lijnen.
Hieronder kan men de inhoudslijst van het psalter raadplegen en de manier waarop het begin een elke psalm wordt gemarkeerd. (2l: twee lijnen; ii: initiaal i; hb: halfblad en kb: kwartblad).
De lange psalm 118 is zoals gebruikelijk onderverdeeld naar de Hebreeuwse beginletter van de onderdelen. De naam van de Hebreeuwse beginletter is niet opgenomen in de tekst van het handschrift.
| Fol.   | Init. | Nr.       | Incipit                          |
| ------ | ----- | --------- | -------------------------------- |
| f9r    | hb    | Psalm 1   | Betaus vir qui                   |
| f9v    | 3l    | Psalm 2   | Quare fremuerunt                 |
| f10v   | 2l    | Psalm 3   | Domine quid multi                |
| f11r   | 2l    | Psalm 4   | Cum inuocarem                    |
| f12r   | 2l    | Psalm 5   | Verba mea auribus                |
| f13r   | 2l    | Psalm 6   | Domine ne in furore              |
| f14r   | 2l    | Psalm 7   | Domine Deus meus.                |
| f15r   | 2l    | Psalm 8   | Domine dominus noster.           |
| f16r   | 2l    | Psalm 9   | Confitebor tibi Domine           |
| f19r   | --    | Psalm 10  | In Domino confido.               |
| f19v   | 2l    | Psalm 11  | Saluum me fac.                   |
| f20v   | 2l    | Psalm 12  | Vsquequo Domine.                 |
| f21r   | 2l    | Psalm 13  | Dixit insipiens in corde.        |
| f22r   | 2l    | Psalm 14  | Domine quis habitabit            |
| f22v   | 2l    | Psalm 15  | Conserua me Domine               |
| f23v   | 2l    | Psalm 16  | Exaudi Domine iustitiam.         |
| f25r   | 2l    | Psalm 17  | Diligam te Domine.               |
| f29r   | 2l    | Psalm 18  | Celi enarrant.                   |
| f30r   | 2l    | Psalm 19  | Exaudiat te Dominus.             |
| f31r   | 2l    | Psalm 20  | Domine in virtute.               |
| f32r   | 2l    | Psalm 21  | Deus Deus meus respice.          |
| f34v   | 2l    | Psalm 22  | Dominus regit me                 |
| f35r   | 2l    | Psalm 23  | Domini est terra.                |
| f36r   | 2l    | Psalm 24  | Ad te domine leuaui.             |
| f37v   | ii    | Psalm 25  | Iudica me Domine.                |
| f39r   | hb    | Psalm 26  | Dominus illuminatio mea.         |
| f40v   | 2l    | Psalm 27  | Ad te Domine clamabo.            |
| f41v   | 2l    | Psalm 28  | Afferte Domino.                  |
| f42r   | 2l    | Psalm 29  | Exaltabo te Domine.              |
| f43v   | ii    | Psalm 30  | In te Domine speraui.            |
| f45v   | 2l    | Psalm 31  | Beati quorum remisse.            |
| f46v   | 2l    | Psalm 32  | Exultate iusti.                  |
| f48v   | 2l    | Psalm 33  | Benedicam Dominum in omni.       |
| f50r   | ii    | Psalm 34  | Iudica Domine nocentes me.       |
| f52r   | 2l    | Psalm 35  | Dixit iniustus                   |
| f53r   | 2l    | Psalm 36  | Noli emulari.                    |
| f56r   | 2l    | Psalm 37  | Domine ne in furore.             |
| f58r   | hb    | Psalm 38  | Dixi custodiam.                  |
| f59v   | 2l    | Psalm 39  | Expectans expectaui.             |
| f61v   | 2l    | Psalm 40  | Beatus qui intelligit.           |
| f62v   | 2l    | Psalm 41  | Quem admodum desiderat.          |
| f64r   | ii    | Psalm 42  | Iudica me Deus.                  |
| f64v   | 2l    | Psalm 43  | Deus auribus nostris.            |
| f66v   | 2l    | Psalm 44  | Eructauit.                       |
| f68r   | 2l    | Psalm 45  | Deus noster refugium.            |
| f69r   | 2l    | Psalm 46  | Omnes gentes.                    |
| f69v   | 2l    | Psalm 47  | Magnus Dominus                   |
| f70v   | 2l    | Psalm 48  | Audite hec omnes gentes.         |
| f72v   | 2l    | Psalm 49  | Deus Deorum.                     |
| f74r   | 2l    | Psalm 50  | Miserere mei Deus.               |
| f76r   | kb    | Psalm 51  | Quid gloriaris.                  |
| f77r   | hb    | Psalm 52  | Dixit Insipiens.                 |
| f77v   | 2l    | Psalm 53  | Deus in nomine tuo.              |
| f78v   | 2l    | Psalm 54  | Exaudi deus orationem.           |
| f80v   | 2l    | Psalm 55  | Miserere mei Deus quoniam.       |
| f81v   | 2l    | Psalm 56  | Miserere mei Deus miserere.      |
| f82v   | 2l    | Psalm 57  | [S]i vere vtique iustitiam.      |
| f83v   | 2l    | Psalm 58  | Eripe me de inimicis.            |
| f85r   | 2l    | Psalm 59  | Deus reppulisti nos.             |
| f86r   | 2l    | Psalm 60  | Exaudi Deus depreationem.        |
| f86v   | 2l    | Psalm 61  | Nonne Deo subiecta.              |
| f87v   | 2l    | Psalm 62  | Deus Deus meus                   |
| f88v   | 2l    | Psalm 63  | Exaudi Deus orationem.           |
| f89v   | 2l    | Psalm 64  | Te decet ympnus                  |
| f90v   | ii    | Psalm 65  | Iubilate Deo omnis terra.        |
| f92r   | 2l    | Psalm 66  | Deus misereatur.                 |
| f92v   | 2l    | Psalm 67  | Exurgat Deus.                    |
| f98r   | 2l    | Psalm 69  | Deus in adiutorium meum intende. |
| f98v   | ii    | Psalm 70  | In te Domine speraui.            |
| f101r  | 2l    | Psalm 71  | Deus iudicum.                    |
| f102v  | 2l    | Psalm 72  | Quam bonus Israel Deus.          |
| f104v  | 2l    | Psalm 73  | Vt quid Deus.                    |
| f106r  | 2l    | Psalm 74  | Confitebimur tibi.               |
| f107r  | 2l    | Psalm 75  | Notus in Iudea Deus.             |
| f108r  | 2l    | Psalm 76  | Voce mea.                        |
| f109v  | 2l    | Psalm 77  | Attendite popule meus.           |
| f115v  | 2l    | Psalm 78  | Deus venerunt gentes.            |
| f116v  | 2l    | Psalm 79  | Qui regis Israel.                |
| f118v  | 2l    | Psalm 81  | Deus stetit in Sinagoga.         |
| f119v  | 2l    | Psalm 82  | Deus quis similis erit.          |
| f120v  | 2l    | Psalm 83  | Quam dilecta tabernacula.        |
| f121v  | 2l    | Psalm 84  | Benedixisti Domine               |
| f122v  | ii    | Psalm 85  | Inclina Domine aurem tuam        |
| f124r  | 2l    | Psalm 86  | Fundamenta eius.                 |
| f124v  | 2l    | Psalm 87  | Domine Deus salutis.             |
| f126r  | 2l    | Psalm 88  | Misericordias Domini.            |
| f130r  | 2l    | Psalm 89  | Domine refugium.                 |
| f131v  | 2l    | Psalm 90  | Qui habitat.                     |
| f133r  | 2l    | Psalm 91  | Bonum est confiteri.             |
| f134r  | 2l    | Psalm 92  | Dominus regnauit.                |
| f134v  | 2l    | Psalm 93  | Deus vlcionum.                   |
| f136v  | 2l    | Psalm 94  | Venite exultemus.                |
| f137r  | 2l    | Psalm 95  | Cantate Domino canticum novum.   |
| f138v  | 2l    | Psalm 96  | Dominus regnauit exultet.        |
| f139v  | hb    | Psalm 97  | Cantate Domino canticum novum.   |
| f57r   | 2l    | Psalm 98  | Dominus regnauit irascan.        |
| f141r  | ii    | Psalm 99  | Iubilate Deo.                    |
| f141v  | 2l    | Psalm 100 | Misercordiam et iudicium.        |
| f143v  | 2l    | Psalm 102 | Benedic anima mea.               |
| f145v  | 2l    | Psalm 103 | Benedic anima mea.               |
| f148r  | 2l    | Psalm 104 | Confitemini Domino, et inuoc.    |
| f151r  | 2l    | Psalm 105 | Confitemini Domino.              |
| f155r  | 2l    | Psalm 106 | Confitemini Domino               |
| f158r  | 2l    | Psalm 107 | Paratum cor meum.                |
| f159r  | 2l    | Psalm 108 | Deus laudem meam.                |
| f161v  | hb    | Psalm 109 | Dixit Dominus Domino.            |
| f162v  | 2l    | Psalm 110 | Confitebor tibi Domine.          |
| f163r  | 2l    | Psalm 111 | Beatus vir qui timet.            |
| f164r  | 2l    | Psalm 112 | Laudate pueri.                   |
| 164v   | ii    | Psalm 113 | In exitu Israel de Aegypto.      |
| f166v  | 2l    | Psalm 114 | Dilexi quoniam exaudiet.         |
| f167r  | 2l    | Psalm 115 | Credidi propter quod.            |
| f167v  | 2l    | Psalm 116 | Laudate Dominum omnes gentes.    |
| ff167v | 2l    | Psalm 117 | Confitemini Domino.              |
| f169r  | 2l    | Psalm 118 | [Aleph] Beati immaculati.        |
| f170r  | ii    | Psalm 118 | [Beth] In quo corrigit.          |
| f170v  | 2l    | Psalm 118 | [Gimel] Retribue.                |
| f171v  | 2l    | Psalm 118 | [Daleth] Adhesit.                |
| f172r  | 2l    | Psalm 118 | [Hc] Legem pone.                 |
| f172v  | 2l    | Psalm 118 | [Vau] Et veniat.                 |
| f173r  | 2l    | Psalm 118 | [Zain] Memor esto.               |
| f173v  | 3l    | Psalm 118 | [Heth] Porcio mea.               |
| f174r  | 2l    | Psalm 118 | [Teth] Bonitatem.                |
| f175r  | 2l    | Psalm 118 | [Ioth] Manus.                    |
| f175v  | 2l    | Psalm 118 | [Caph] Defecit.                  |
| f176r  | ii    | Psalm 118 | [Lamech] In eternum Domine.      |
| f176v  | 2l    | Psalm 118 | [Mem] Quomodo.                   |
| f177r  | 6l    | Psalm 118 | [Nun] Lucerna.                   |
| f177v  | ii    | Psalm 118 | [Samech] Iniquos odio.           |
| f178v  | 5l    | Psalm 118 | [Ain] Feci iudicium.             |
| f179r  | 2l    | Psalm 118 | [Phe] Mirabilia.                 |
| f179v  | ii    | Psalm 118 | [Sade] Iustus es.                |
| f180r  | 2l    | Psalm 118 | [Coph] Clamaui                   |
| f180v  | 2l    | Psalm 118 | [Res] Vide humilitatem.          |
| f181r  | 4l    | Psalm 118 | [Sin] Principes.                 |
| f181v  | 2l    | Psalm 118 | [Thau] Appropinquet.             |
| f182v  | kb    | Psalm 119 | Ad Dominum cum tribularer        |
| f183r  | 2l    | Psalm 120 | Leuaui oculos meos.              |
| f183v  | 2l    | Psalm 121 | Letatus sum.                     |
| f184r  | 2l    | Psalm 122 | Ad te leuaui.                    |
| f184v  | 2l    | Psalm 123 | Nisi quia Dominus.               |
| f185r  | 2l    | Psalm 124 | Qui confidunt.                   |
| f185v  | ii    | Psalm 125 | In conuertendo.                  |
| f186r  | 2l    | Psalm 126 | Nisi dominus aedificauerit.      |
| f186v  | 2l    | Psalm 127 | Beati omnes qui timent.          |
| f187r  | 2l    | Psalm 128 | Sepe expugnauerunt.              |
| f187v  | 2l    | Psalm 129 | De profundis                     |
| f188r  | 2l    | Psalm 130 | Domine non est exaltatum.        |
| f188v  | 2l    | Psalm 131 | Memento Domine.                  |
| f190r  | 2l    | Psalm 132 | Ecce quam bonum.                 |
| f190r  | 2l    | Psalm 133 | Ecce nunc benedicite.            |
| f190v  | 2l    | Psalm 134 | Laudate nomen Domini.            |
| f192r  | 2l    | Psalm 135 | Confitemini Domino.              |
| f193r  | 2l    | Psalm 136 | Super flumina.                   |
| f193v  | 2l    | Psalm 137 | Confitebor.                      |
| f194v  | 2l    | Psalm 138 | Domine probasti.                 |
| f196v  | 2l    | Psalm 139 | Eripe me Domine.                 |
| f197v  | 2l    | Psalm 140 | Domine clamaui.                  |
| f198v  | 2l    | Psalm 141 | Voce mea.                        |
| f199r  | 2l    | Psalm 142 | Domine exaudi.                   |
| f200r  | 2l    | Psalm 143 | Benedictus dominus Deus.         |
| f201v  | 2l    | Psalm 144 | Exaltabo te Deus.                |
| f203v  | 2l    | Psalm 145 | Lauda anima mea.                 |
| f204r  | 4l    | Psalm 146 | Laudate Dominum.                 |
| f205r  | 2l    | Psalm 147 | Lauda Ierusalem.                 |
| f205v  | 2l    | Psalm 148 | Laudate Dominum de celis.        |
| f206v  | 1l    | Psalm 149 | Cantate Dominum canticum.        |
| f207r  | 4l    | Psalm 150 | Laudate Dominum                  |

### Kantieken
Het boek bevat de volgende kantieken:
- f207v: Kantiek van Jesaja, Jesaja 12:1-6 Confitebor tibi domine qui iratus es …
- f208r: Kantiek van Hizkia (Ezechias), Jesaja 38:10-12: Ego dixi in dimidio …
- f209v: Kantiek van Hanna, 1 Samuel 2:1-10: Exultavit cor meum in domino et exaltatum
- f210v: Kantiek van Mozes, Exodus 15:1-13,17-20: Cantemus domino gloriose
- f212v: Kantiek van Habakuk, Habakuk 3:2-19 Domine audivi
- f215r: Kantiek van Mozes, Deuteronomium 32:1-44: Audite celi quae loquor…
- f219v: Te Deum laudamus
- f221r: Kantiek van de drie Hebreeuwen in de oven, Daniel 3:57-88: Benedicite omnia opera
- f222v: Kantiek van Zacharias, Lucas 1:68-79: Benedictus dominus deus Israel
- f223r: Kantiek van de maagd Maria, Lucas 1:46-55: Magnificat
- f224r: Kantiek van Simeon, Lucas 2:29-32: Nunc dimittis
- f224r: Geloofsbelijdenis van Athanasius: Quicumque vult

De cantica worden, zoals de psalmen, aangekondigd met een initiaal van 2 lijnen hoog, behalve de eerste op folium 207 verso, die als begin van de sectie van de kantieken wordt aangekondigd met een initiaal van 6 lijnen hoog en een halve kolom breed.
De litanie die volgt op de cantica wordt aangekondigd met een initiaal van 2 lijnen hoog.

### Officie van de doden
Origineel was het officie van de doden gespreid over drie gebedsstonden, namelijk de vespers, de metten en de lauden. In de kloosters werd er tijdens de vespers en de daaropvolgende nacht gewaakt bij de dode en na het reciteren van de gebeden bij de metten en de lauden ging men over tot de requiemmis en de teraardebestelling. In de psalters voor leken en later in de getijdenboeken bleven enkel de metten en lauden bewaard. Het was gewoonte om het dodenofficie te lezen op de derde, de zevende en de dertigste dag na het overlijden en bij de jaargedachtenissen. In dit psalter zijn vespers, metten en lauden opgenomen.
Het officie van de doden wordt aangekondigd met een halfbladminiatuur op folium 235v. Van de psalmen die deel uitmaken van het officie worden alleen de incipits gegeven. De gebeden zijn wel volledig opgenomen. De tekst van de vespers begint met de antifoon bij psalm 114: “Placebo domini in regione vivorum” (Ik zal de Heer behagen in het land van de levenden).
De metten beginnen op folium 237v met wat hiervoor een kwartblad miniatuur genoemd werd. Ook in de metten zijn van de psalmen alleen de incipits gegeven. De negen lezingen, uit het boek Job zijn wel volledig opgenomen.
De lauden op f244v worden aangekondigd met een 2-lijn initiaal. Ook hier zijn de psalmen en cantica slechts door hun incipit aangegeven.

### Diverse gebeden
Bij de diverse gebeden wordt elk gebed ingeleid met een initiaal van 3 lijnen hoog, behalve het eerste dat een initiaal van 4 lijnen hoog heeft meegekregen, waarschijnlijk met een wapenschild als versiering, dat later werd weggeknipt. De volgende gebeden zijn terug te vinden in het handschrift:
- f246r: Gebed bij de biecht.
- f249r: Gebed voor bescherming tegen bekoringen door de duivel
- f249v: Gebed voor een goede dood waarbij de stervende kan biechten
- f250v: Gebed voor vergeving van de zonden na het sterven
- f251r: Gebed bij het ontwaken
- f251v: Gebed bij het opstaan
- f251v: Gebed bij het slapen gaan

## Geschiedenis

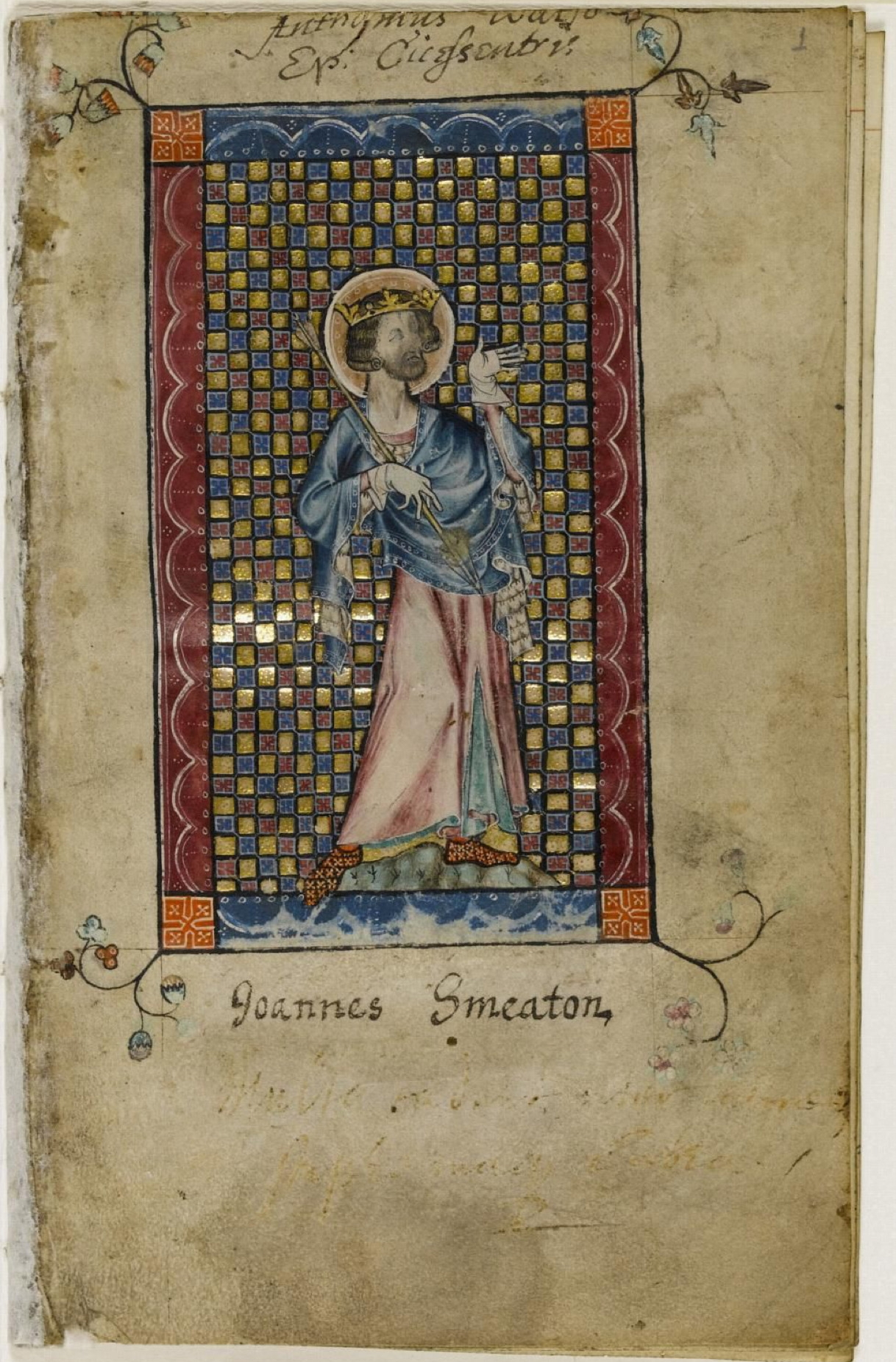
Joannes Smeaton (f.1 recto)

De originele opdrachtgever van het handschrift is onbekend. Niettemin werd hij waarschijnlijk afgebeeld in het manuscript, geknield in gebed voor een altaar op f246r bij het gebed bij de biecht. Een tweede afbeelding is te vinden in de margedecoratie van psalm 114 waar we een jongeman biddend in bed zien (f166v). Beide afbeeldingen tonen een baardloze jonge man zonder tonsuur, wat er op wijst dat hij geen geestelijke was. De vereenvoudigde kalender en het slotgebed van de litanie wijzen in de richting van een lekeneigenaar, maar de samenstelling van de tekst van het dodenofficie, waar alleen de incipits van de psalmen en cantica zijn opgenomen wijst dan weer op een geestelijke. De uitdrukkelijke aanwezigheid van een dominicaanse biechtvader of tutor (f158v) wijst er misschien op dat de jonge eigenaar werd voorbereid op een geestelijke loopbaan.
In het handschrift zijn geen wapenschilden terug te vinden. Ze werden weggesneden zoals op f246r, waar de initiaal waarschijnlijk versierd werd met het wapenschild van de eerste eigenaar. Ook op fol. 9r bij psalm 1 werd waarschijnlijk een wapenschild verwijderd en op f58r in de miniatuur van psalm 38 werd mogelijk een wapen weggeschraapt. Een wapen bleef behouden of werd over het hoofd gezien op f37v maar op basis daarvan kunnen geen conclusies getrokken worden, er kunnen hooguit een aantal families worden aangeduid die in aanmerking zouden kunnen komen. Panayotova besluit dat de eerste eigenaar waarschijnlijk moet gezocht worden in de kring van de graven van Warenne en Arundel.
In de 15e eeuw was het boek in het bezit van een non die het signeerde op f1r met de tekst “Sister Barbara booke” en met “Barbara booke” op fol. 8v. Ze voegde ook een aantal heiligen toe aan het gebed Suscipere dignare en maakte nota’s in de marge bij een aantal psalmen om aan te duiden wanneer ze volgens het monastieke gebruik moesten gebeden worden, het handschrift was immers opgesteld volgens het seculiere gebruik (zie inhoud). De teksten van Barbara werden door een latere eigenaar verwijderd maar zijn nog leesbaar onder uv-licht.
Het handschrift overleefde de iconoclastische vernielzucht van de protestanten tijdens de religieuze strubbelingen die het gevolg waren van de breuk met Rome door Hendrik VIII en was in die tijd waarschijnlijk in katholiek bezit.
Een volgende eigenaar was Anthony Watson, een van de vertrouwelingen van Elizabeth I en fellow van het Christ’s College in Cambridge. Hij verwierf het psalter tijdens zijn episcopaat in Chichester(1596-1605).
In de 17e eeuw laat ene Joannes Smeaton zijn naam na op f1r en ten laatste in 1860 is het handschrift terug te vinden in de bibliotheek van de graven van Macclesfield, maar een precieze datum is niet bekend. Mogelijk bevond het handschrift zich al in de bibliotheek van Shirburn Castle toen dat in 1716 samen met zijn bibliotheek door de familie Chamberlayne verkocht werd aan de eerste graaf van Macclesfield, Thomas Parker (1667-1732), die de grondlegger was van de Macclesfield bibliotheek.
Onbekend voor de kunsthistorici bleef het psalter begraven op de boekplanken van de bibliotheek in Shirburn Castle. In 2003 werd de bibliotheek ter beschikking gesteld van Sotheby's voor verkoop. Al snel werd het psalter opgemerkt en wekte de interesse van het Fitzwilliam Museum in Cambridge. Het psalter wordt gezien als een van de hoogtepunten van de Oost-Angliaanse miniatuurkunst, de meest karakteristieke school voor de miniatuurkunst in Engeland van de 14e eeuw. Het kan volgens de kunsthistorici ook nieuwe inzichten verschaffen in verband met gelijkaardige werken uit die periode zoals het Gorleston Psalter (London, British Library, Add. MS 49622) en het Douai Psalter, (Douai, Bibliothèque municipale, MS 171). Het Fitzwilliam was dan ook sterk geïnteresseerd in de aankoop van het manuscript, maar op de veiling van 22 juni 2004 werd het gekocht door het J. Paul Getty Museum.
Het Reviewing Committee on the Export of Works of Art (Beoordelingscommissie voor de export van kunstwerken) gaf het handschrift een hoge status waardoor de minister verantwoordelijk voor kunst het tijdelijk in Groot-Brittannië kon houden. De export werd verboden tot 10 februari 2005 en de minister maakte een aanbeveling om het werk binnen de grenzen te houden. Het National Art Collections Fund (fonds voor de nationale kunstverzamelingen) startte een campagne om de 1,7 miljoen pond te verzamelen die nodig waren om het boek alsnog te verwerven. Dankzij bijdragen van het museum zelf, van de vrienden van het museum, van het National Art Collections Fund, het National Heritage Memorial Fund, de Cadbury Trust, de Friends of the National Libraries en van het Britse publiek, was eind januari 2005 het nodige geld verzameld en kon het boek aangekocht worden door het Fitzwilliam Museum.

## Verluchting

### Stijlkenmerken
Het Macclesfield psalter is een product van de “School van Oost-Anglia” die voor het eerst werd gedefinieerd en besproken door Sydney Cockerell, directeur van het Fitzwilliam Museum van 1908 tot 1937. Het boek heeft drie voorlopers die geassocieerd worden met Norwich, namelijk het Gorleston Psalter (1310-1320), het Stowe Breviarium (1322-1325) en de tweede en derde illustratiecampagne van het Ormesby Psalter (1320-1330).
De stijl van het Gorleston psalter is monumentaal en lineair en dus hemelsbreed verschillend van de stijl van het Macclesfield psalter maar voor de iconografie van het Macclesfield psalter heeft dat van Gorleston zonder twijfel als voorbeeld gediend. Ook het Stowe breviarium moet niet onbekend geweest zijn voor de artiesten die het Macclesfield psalter vervaardigden, ze hebben voor ettelijke figuren in de margedecoratie op het Stowe breviarium teruggegrepen.
Het werk van de Ormesby-meester en de Jesse-meester, die beiden meewerkten aan de tweede campagne van het Ormesby psalter omstreeks 1320 is sterk verwant aan de stijl en de iconografie van het Macclesfield psalter. De geïtalianiseerde naaktfiguren die we terugvinden in de margeversiering van het Macclesfield psalter waren geïnspireerd door het Ormesby psalter. De schildertechniek en stijl die gebruikt werd in de derde verluchtingscampagne van het Ormesby psalter zijn ook na te wijzen in het Douai psalter dat het mooiste voorbeeld was van de Italiaanse stijl in de Engelse verluchtingskunst. Het Douai psalter is nauw verwant aan het Gorleston psalter en het Stowe breviarium wat de inhoud betreft. De kalenders stemmen zeer goed overeen, maar de stijl van de verluchting is totaal verschillend. Het Douai psalter werd verlucht door twee artiesten die als noodnaam de “Douai-meester” en de “Assistent van de Douai meester” meekregen. De zogenaamde assistent stond in voor het ontwerp en het leeuwendeel van de verluchting. Hij is het ook die geïdentificeerd werd als de hoofdverluchter van het Macclesfield psalter. Het Macclesfield psalter en het Douai psalter zijn waarschijnlijk gemaakt in Norwich, hoewel invloeden uit Cambridge te herkennen zijn evenals invloeden van de Engelse en Franse hofstijl met als voorbeelden respectievelijk het Queen Anne psalter en het Getijdenboek van Jeanne d'Évreux.

### Kunstenaars
Het Macclesfield Psalter werd dus gemaakt door de kunstenaar die we kennen als de “Assistent van de Douai meester” maar die eerder de naam van “Macclesfield-meester” zou moeten dragen. Hij had waarschijnlijk de leiding over het werk en maakte zelf de meeste gehistorieerde initialen, maar ook een groot deel van de randverluchting en de marginalia. Hij werd geassisteerd door een kunstenaar die verantwoordelijk was voor de versalen en meewerkte aan de inkleuring van figuren in de marge die door de meester geschetst waren. De Macclesfield-meester was zeer bedreven in de weergave van menselijke figuren en van emoties op de gezichten. De naaktfiguren die hij in de marge schildert, tonen zijn virtuositeit in het weergeven van het lichaam en van beweging. Dit is trouwens ook zeer duidelijk te merken in de geklede figuren.
De miniatuur (gehistorieerde initiaal) bij psalm 26 op f39r is van een andere hand die ook verantwoordelijk was voor een aantal figuren in de marge (f20v, f42r, f43v, f52r, f53r, f66v, f68v, f89r, f98v en f108r).

### Verluchtingsprogramma

#### Initialen
Zoals uiteengezet in de sectie “inhoud” wordt de hiërarchie van de gebeden in het psalmboek duidelijk gemaakt door de plaatsing van grote gehistorieerde initialen, paginabreed en 9 tot 7 lijnen hoog. Minder belangrijke delen beginnen met een gehistorieerde initiaal van 6 lijnen hoog en een halve kolom breed. De individuele psalmen en gebeden beginnen met een initiaal van 2 lijnen hoog. Die zijn versierd met florale of geometrische motieven, met menselijk hoofden, gekroond of gemijterd, maar ook met de zotskap op. Men vindt allerlei personages terug, Jezus Christus is erbij maar ook heiligen, profeten, bisschoppen, koningen en koninginnen, narren en gewone mannen en vrouwen. De letters “M” en “E” bevatten soms een janushoofd met twee gezichten en hier en daar steekt een figuur uit de marge zijn of haar hoofd door de letter naar voren. Een paar letters bevatten ook grotesken en dierfiguren.
In het psalter en in de litanie wordt zeer veel gebruikgemaakt van lijnvullers om de lege plaats, die ontstaat door elk vers te laten beginnen op een nieuwe lijn, op te vullen. In de gebeden voor het psalter, achteraan de litanie en op het einde van het handschrift zijn geen lijnvullers te vinden, evenmin als in het dodenvigilie.

#### Miniaturen
De miniaturen in het handschrift zijn allemaal, behalve die op f1r, f1v en f8v, in de vorm van gehistorieerde initialen.
Vanaf ca. 1200 ontstond in Parijs een type-iconografie voor het illustreren van psalters die uitging van een letterlijke voorstelling van de aanhef of van een van de verzen van de psalm. Zo zal men bijvoorbeeld psalm 52 illustreren met de afbeelding van een gek (de tekst begint met: “De onwijze heeft gezegd …”). Een mooi voorbeeld van deze iconografie kan men vinden in het Psalter van Jean de Berry. Omstreeks dezelfde tijd ontwikkelde zich in Engeland een set van beelden die meer op de interpretatie van de tekst gebaseerd waren. Deze cyclus werd vrij algemeen gebruikt in Engeland in de 13e eeuw maar werd stilaan verdrongen door de Parijse cyclus. Tegen het begin van de 14e eeuw was het Franse model ook in Engeland vrij algemeen geworden. De illustratie van het Macclesfield psalter volgt daarentegen de (10-delige) Engelse versie en dat is ook het geval voor het Gorleston, het Ormesby en het Douai psalter.
In het Macclesfield psalter vinden we de volgende illustraties voor de psalmen:
- Psalm 1 (f9r) wordt geïllustreerd met een boom van Jesse. Deze stamboom van het geslacht van Jezus werd beschouwd als de belangrijkste profetie van de menswording in het Oude Testament en als een inleiding op het ganse psalter.
- Psalm 26 (f39r): deze psalm wordt geïllustreerd met de zalving van David door Samuel (1 Samuel 16:6-13).
- Psalm 38 (f58r) wordt in de Engelse cyclus meestal begeleid met een miniatuur van het Salomonsoordeel. Het Macclesfield psalter toont ons Saul die opdracht geeft voor de moord op Ahimelech en de priesters van Nob (1 Samuel 22:6-20). Zijn soldaten (ridders naar het middeleeuwse aanvoelen) weigeren dit waarop Saul de opdracht geeft aan Doeg van Idumea, die we in de gehistorieerde initiaal al op weg zien met zijn zwaard op zijn schouder.
- Psalm 51 (f76r) (wordt alleen als begin van een onderdeel gezien in de 10-voudige indeling van het psalter). In de gehistorieerde initiaal bij deze psalm zien we de moord op de priesters van Nob, overeenstemmend met de Engelse cyclus. Deze psalm wordt in de Parijse cyclus niet geïllustreerd.
- Psalm 52 (f77r) is de enige psalm die afwijkt van het Engelse verluchtingsschema. De gehistorieerde initiaal in het Macclesfield psalter toont de gek zoals in de Parijse cyclus, waar in de Engelse cyclus normalerwijze de bekoring van Christus door de duivel werd afgebeeld.
- Psalm 68 ontbreekt in het Macclesfield psalter maar in de drie andere boeken wordt hier het verhaal van Jonas en de walvis getoond, de normale afbeelding voor de Engelse cyclus.
- Psalm 80 ook deze initiaal is verloren gegaan, maar in de Engelse cyclus werd hier waarschijnlijk het gevecht tussen Jacob en de engel getoond.
- Psalm 97 (f139v) wordt geïllustreerd met de aankondiging aan de herders van de geboorte van Christus. Dit is de traditionele afbeelding in de Engelse cyclus.
- Psalm 101 (wordt alleen als begin van een onderdeel gezien in de 10-voudige indeling van het psalter) ontbreekt in het psalter. Waarschijnlijk werd hier zoals in de Engelse cyclus een afbeelding van Ecclesia gebruikt.
- Psalm 109 (f161v): de gehistorieerde initiaal bij psalm 109 toont God de Vader en Christus gezeten op een troon.
- Psalm 119 behoort niet tot de 10-voudige verdeling maar wordt geïllustreerd met een biddende David.

De andere miniaturen die in het handschrift voorkomen zijn:
- f1r: De heilige Edmund van Bury, de koning van Oost-Anglia die door toedoen van de Vikingen de marteldood stierf.
- f1v: De heilige Andreas met zijn Andreas-kruis
- f8v: Christus als de rechter bij het laatste oordeel omringd door de tetramorf. Deze miniatuur bij het gebed “Suscipere dignare” is niet bij het begin van het gebed geplaatst, maar vormt als het ware een diptiek met de gehistorieerde initiaal van psalm 1, zodat de rechter Christus getoond wordt naast de verlosser Christus.
- f207v: Begin van de kantieken met de kantiek van Jesaja. De gehistorieerde initiaal van slechts 6 lijnen hoog en iets meer dan een halve kolom breed, toont de profeet Jesaja biddend tot God.
- f235v: Het dodenofficie wordt ingeleid met een initiaal van 8 lijnen hoog (halfblad type) die een man op zijn doodsbed toont. Een skelet (de dood) steekt hem een speer in het hart.
- f237v: De metten van het dodenofficie worden ingeleid met een initiaal van 6 lijnen hoog en een halve kolom breed, die een katafalk omringd met kaarsen toont.

Op de badzijden met een grote gehistorieerde initiaal is het ganse tekstblok omkadert, bij de kleinere gehistorieerde initialen is de marge ook vierzijdig maar met een spatie in de rechtermarge.

#### Margedecoratie
Elke bladzijde van het handschrift is voorzien van margedecoratie. De linkermarge heeft steeds een brede geschilderde band die voortvloeit uit de versierde initialen en rijkelijk voorzien is van bladgoud. Dikwijls omsluit de versiering ook de boven- en onderzijde van het tekstblok. Uit de ranken spruiten eikenbladeren en acanthusbladeren voort en allerlei bloemen en bloemenknoppen. Hier en daar groeien zelfs erwten aan de ranken. In de marge vinden we ook allerlei menselijke figuren, heiligen, koningen, dames, muzikanten, narren, taferelen met dieren en grotesken en medaillons met gezichten. Heel dikwijls wordt een rollenspel opgevoerd waarbij de conventionele rollen zijn omgekeerd zoals het konijn dat op de hond jaagt of er wordt een tafereel uit de menselijke wereld afgebeeld met dieren zoals de aap-dokter die de urine van de beer onderzoekt. Maar we zien we ook de leefwereld van de middeleeuwer met acrobaten, bedelaars, muzikanten, narren, dames en heren zoals ze ook in de middeleeuwse stad te zien waren. Het werk op het veld of de boerderij ontbreekt nagenoeg in dit psalter op een ploegende boer na. Soms vormen de taferelen een beeldverhaal over verschillende bladzijden zoals op de folia 151r tot en met 152r. Op de eerste bladzijde ziet men hoe een konijn dodelijk gewond wordt in een toernooi met een hond, op de volgende bladzijde is de doodskist opgebaard in het hol van het konijn met zijn rouwende familie eromheen en op folium 152r wordt het slachtoffer ten Grave gedragen.
De teneur van de margeversiering is zeer divers van verheffend tot obsceen. In sommige gevallen is het verband met de tekst duidelijk op andere plaatsen lijkt er helemaal geen verband te zijn. Dezelfde afbeeldingen en figuren komt men trouwens tegen op kapitelen in kathedralen of op de misericordes van het koorgestoelte in kerken waar er duidelijk geen verband met tekst was. Maar de middeleeuwer zal waarschijnlijk duidelijker de beeldtaal begrepen hebben die de verluchter gebruikte dan wij vandaag. Dit is trouwens een zeer populair studiedomein bij kunsthistorici.